# Akcja otwarcia relikwii Rosyjskiego Kościoła Prawosławnego

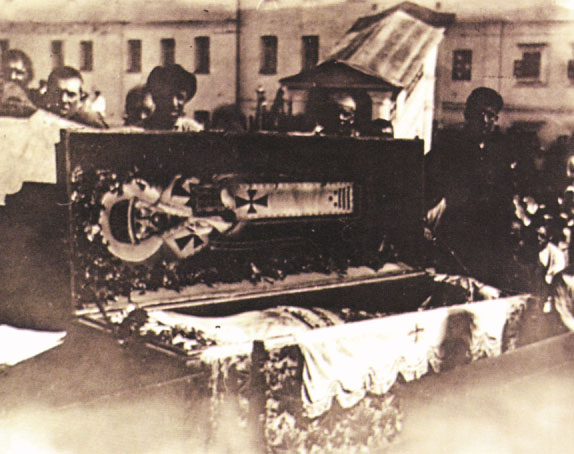
Otwarcie raki z relikwiami św. Germana z Kazania

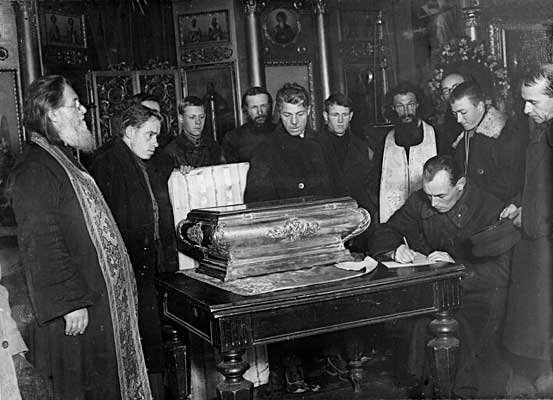
Komisyjne otwarcie raki w soborze św. Aleksandra Newskiego w Jekaterynburgu

Akcja otwarcia relikwii Rosyjskiego Kościoła Prawosławnego – kampania profanacji i grabieży relikwii podjęta przez bolszewików w marcu 1919; jedna z akcji wymierzonych w Rosyjski Kościół Prawosławny, zainspirowanych przez Radę Komisarzy Ludowych, której przewodniczącym był Włodzimierz Lenin. Koncepcja akcji powstała w Ludowym Komisariacie Sprawiedliwości.
Oficjalnie celem akcji było udowodnienie fałszywości popularnego i rozpowszechnianego przez Rosyjski Kościół Prawosławny poglądu, iż ciała świętych z reguły nie ulegają po ich śmierci rozkładowi. Ozdobne raki, zawierające okryte płótnem ciała świętych, znajdowały się w wielu rosyjskich cerkwiach i większości monasterów, będąc ważnym celem pielgrzymkowym i obiektem szczególnej czci. 23 kwietnia 1919 Czeka, w ramach „walki z zabobonami”, nakazała dekretem otwarcie wszystkich relikwii znajdujących się na terenie Rosji Radzieckiej. Zastrzegano jednak, by działo się to w sposób nieprowokujący oporu i zamieszek, w obecności prawosławnych duchownych, lekarzy i przedstawicieli partii. Polecenie to potwierdziła 30 lipca 1919 Rada Komisarzy Ludowych, nakazując całkowitą likwidację kultu relikwii na terenie Rosji i uznając „oddawanie czci martwym ciałom” za barbarzyński obyczaj. W tym samym roku na mocy rozkazu otwartych zostało 39 rak, zaś w roku następnym dalszych 58. Szczególnym wydarzeniem było otwarcie relikwiarza św. Sergiusza z Radoneża, patrona Rusi, i wystawienie jego szczątków w założonej przez niego Ławrze Troicko-Siergijewskiej. Relikwie były badane przez Komisję ds. Zabobonów, a następnie kierowane do muzeów ateizmu. Część z nich zaginęła bez śladu lub trafiła do muzeów niezwiązanych z religią, np. archeologicznych. Wbrew poleceniu Czeki, w czasie otwierania rak i badania relikwii dochodziło do świadomych prowokacyjnych zachowań ze strony członków komisji odpowiedzialnych za otwarcie (np. splunięć na zachowane relikwie, obraźliwych słów i gestów). Dodatkowo otwieranie rak było fotografowane lub filmowane. 
Mimo dużej skali przeprowadzonej akcji jej wyniki były niezadowalające. O ile wykazanie, że czczone „cudownie zachowane szczątki” były w istocie ciałami rozłożonymi jak wszystkie inne zwłoki ludzkie, zrobiło pewne wrażenie w kręgach wierzącej inteligencji, o tyle rosyjskie chłopstwo nie wyzbyło się dawnego kultu. Znane są przekazy o chłopach tłumaczących nieoczekiwane dla nich wyniki otwarcia rak interwencją świętych, którzy postanowili uchronić swoje ziemskie ciała przed profanacją i zawczasu zamienili je w nagie kości lub słomę.